# Б-806 «Дмитров»
Б-806 «Дмитров» — российская дизель-электрическая подводная лодка проекта 877ЭКМ.

## Постройка
Заложена на заводе «Красное Сормово» 15 октября 1985, за 1986 год были проведены швартовые испытания подлодки, в том же году была переведена по внутренним водам из Горького в Кронштадт.
25 сентября 1986 подписан акт о сдаче ГСИ, принята на вооружение.

## Служба
1992 год, 13 июля — 1993 год, 1 июля — подлодка прошла ремонт.
9 мая 1995 участвовала в параде Победы в Санкт-Петербурге.
1996 — на подлодке прошли съёмки фильма «Не валяй дурака».
1997 — неоднократно выходила в море, проведены торпедные стрельбы на «отлично».
1998 — участвовала в учениях с МПК-99/67, в Балтийске обеспечила проведение ГСИ БПК Адмирал Чабаненко.
1999 — замена аккумулятора.
2000—2003 — прошла средний ремонт.
2004 — участвовала в торжествах в Стокгольме, посвящённых 100-летию подводных сил Швеции. Участие в учениях, подлодка была задействована в качестве терпящей бедствие на глубине 53 м.
2006 — прошла ремонт.
2006, 30 ноября — осуществляла переход в надводном положении из Кронштадта в Балтийск.
2007—2008 — участвовала в учениях для ВМС Алжира, участие в учениях по спасению Б-806.
2009 — участвовала в параде в Санкт-Петербурге.
С 2014 года находилась на ремонте и модернизации на Кронштадтском морском заводе. 14 марта 2017 года пресс-служба ВМФ России официально сообщила, что подлодка вернется в строй в 2017 году.
2017 — участвовала в параде в Санкт-Петербурге.
25 октября 2017 года пресс-служба Западного военного округа сообщила о том, что экипаж дизельной подводной лодки Балтийского флота «Дмитров» приступил к выполнению учебно-боевых задач в море. В морских полигонах Балтийского флота экипаж проведет учебные торпедные стрельбы и внутрикорабельные тренировки по различным видам подготовки: борьбе за живучесть подводной лодки, организации повседневной деятельности экипажа, навигации в надводном и подводном положении и комплекс упражнений боевой подготовки. В рамках решения курсовой задачи экипаж «Дмитрова» во взаимодействии с минно-тральными силами флота осуществит проводку за тралами, отработает вопросы  форсирования минного заграждения.
Во второй половине декабря 2017 года проведен комплекс учений в Балтийском море, в ходе которых будут проводиться условные торпедные стрельбы и противолодочные и противокорабельные учения.
Передана Балтийскому флоту после ремонта в марте 2018 года.

## Командиры
- Серебрянский Г. И., 11.10.1985—18.07.1995
- Балакирев М. Н., 18.07.1995—1999
- Тынков Г. С., 1997—1998
- Максимов А. В., 1999—2001
- Кусмарцев О. В., 2001—2004
- Яшин К. В., 2004—2005
- Чикин В. В., 2005—2008
- Гончаров А. Г., 2015-2016